# Křešov
Křešov je malá vesnice, část obce Snědovice v okrese Litoměřice. Nachází se asi 1 km na jihovýchod od Snědovic. V roce 2009 zde bylo evidováno 35 adres. V roce 2011 zde trvale žilo 53 obyvatel.
Křešov je také název katastrálního území o rozloze 2,4 km².

## Historie
První písemná zmínka o vesnici pochází z roku 1318, kdy patřila vladykům Petru a Stanislavovi z Křešova. Roku 1401 byl majitelem Kuneš z Křešova, kterému od roku 1405 patřila také část Račiněvsi. Za porušování zemských zákonů a míru mu byl v roce 1412 Křešov s tvrzí a dvorem zkonfiskován, a postoupen Václavu z Račiněvsi. Od patnáctého století vesnice patřila k snědovickému panství. Tvrz zmiňovaná ještě v roce 1546 beze zbytku zanikla během třicetileté války.

## Obyvatelstvo
|                                                                    | 1869 | 1880 | 1890 | 1900 | 1910 | 1921 | 1930 | 1950 | 1961 | 1970 | 1980 | 1991 | 2001 | 2011 |
| ------------------------------------------------------------------ | ---- | ---- | ---- | ---- | ---- | ---- | ---- | ---- | ---- | ---- | ---- | ---- | ---- | ---- |
| Obyvatelé                                                          | 248  | 248  | 235  | 203  | 217  | 227  | 237  | 98   | 75   | 66   | 53   | 37   | 37   | 53   |
| Domy                                                               | 51   | 52   | 52   | 52   | 49   | 49   | 50   | 47   | .    | 17   | 14   | 18   | 20   | 22   |
| Počet domů z roku 1961 je zahrnut v domech místní části Snědovice. |      |      |      |      |      |      |      |      |      |      |      |      |      |      |

Žil zde a působil politik Karl Ungermann (1852–1915), starosta Křešova, okresní starosta a na počátku 20. století i poslanec Českého zemského sněmu.

## Další fotografie

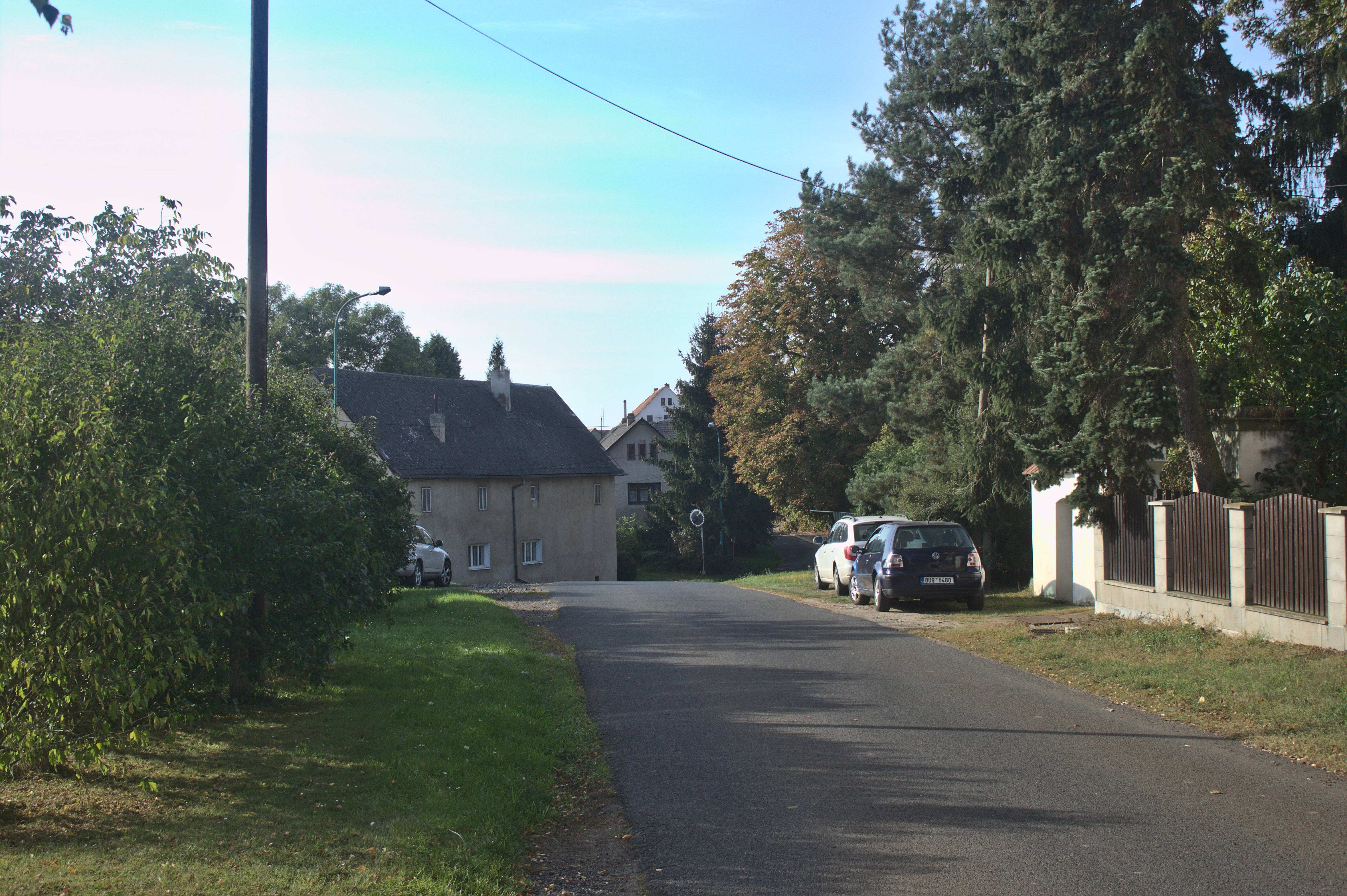
Horní část vesnice
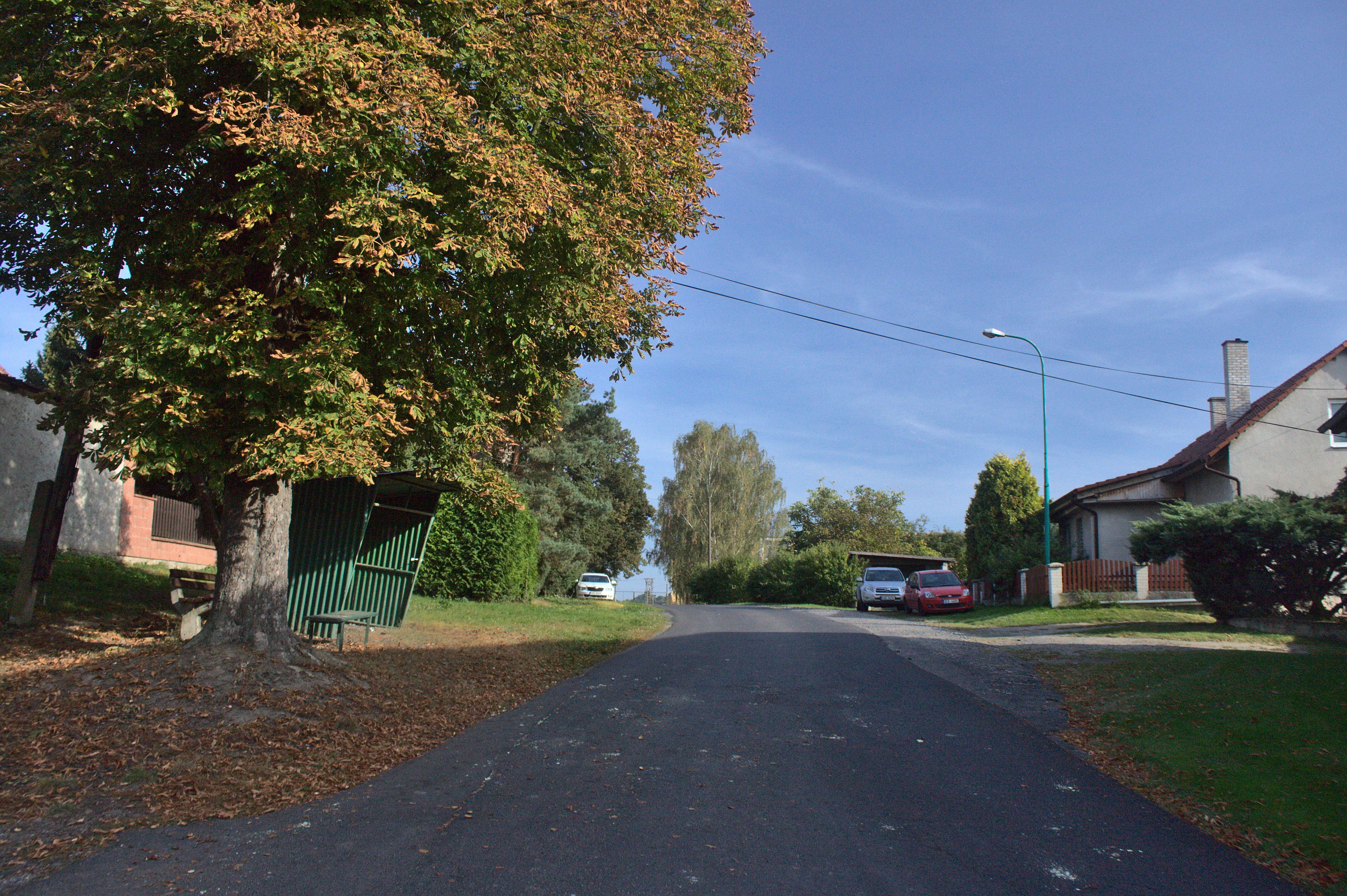
Náves
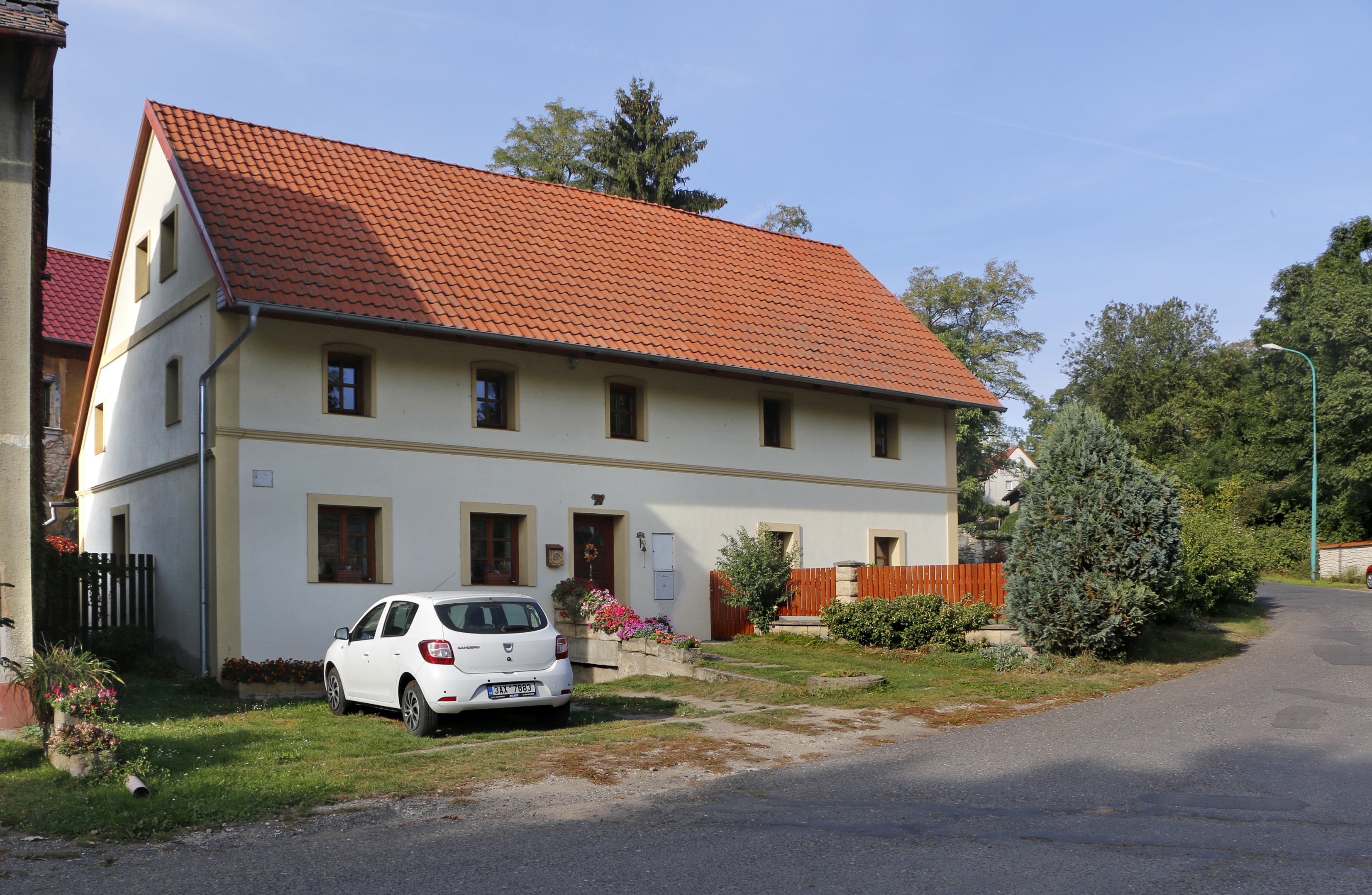
Dům čp. 19